# ۳و۴-دی آمینو پیریدین
۳و۴-دی آمینو پیریدین از مجموعه داروهای گروه آمین است.این دارو در درمان نشانگان لامبرت-ایتون به کار برده می‌شود.
از دیگر کاربردهای آن می‌توان به تأثیر در درمان خودایمنی چندگانه (( مولتیپل اسکلروز )) اشاره نمود.
این دارو همچنین در شیمی آلی فلزی به عنوان شیف بیس کی لیت کننده دودندانه به کار میرود.